# اولیویه دولورم
اولیویه دولورم (به فرانسوی: Olivier Delorme) نویسنده قرن بیستم میلادی اهل فرانسه است.